# Dissonanze

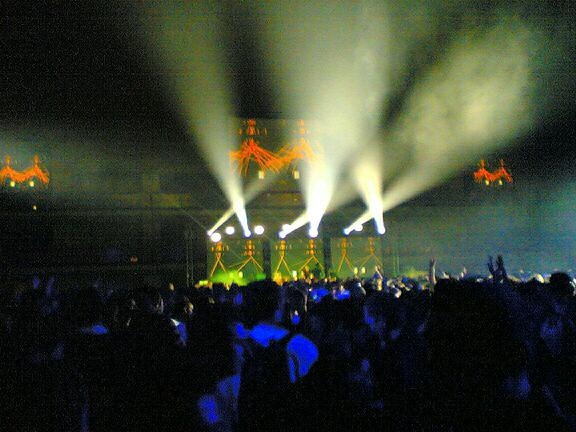

Dissonanze è stato un importante festival italiano dedicato alle arti e alle musiche elettroniche e digitali.

## L'evento
Il festival si è svolto con cadenza annuale a Roma dal 2000 al 2010. Presentò ogni anno artisti affermati insieme ad emergenti, opere conosciute e già importanti accanto ad anteprime e commissionò collaborazioni e produzioni originali e site specific ideate proprio per gli spazi inusuali che di volta in volta occupa… come quelli del Palazzo dei Congressi dell'EUR (capolavoro di marmo bianco che rappresenta uno dei migliori esempi di razionalismo architettonico, sede principale del festival dall'edizione del 2005), del Chiostro del Bramante (cortile rinascimentale nel cuore della città), dell'ex Lanificio Luciani in via di Petralata, dell'ex Mattatoio del quartiere Ostiense, della Cappa Mazzoniana all'interno della Stazione Termini (edifici di archeologia industriale da poco ristrutturati), del deposito Atac in via di Grottarossa (luogo di intensa vita metropolitana).

## Il concept
Il gioco del curatore e creatore del festival, Giorgio Mortari, e dei curatori che di volta in volta ha coinvolto, è proprio quello di affiancare opere e performance diverse e stimolare gli artisti verso collaborazioni e creazioni inedite, nel nome della sperimentazione quanto dell'intrattenimento: ad ogni edizione, insieme agli spettacoli più consueti, Dissonanze propone nuove esperienze di "musica visiva", spettacoli totali e immersivi in grado di stravolgere la normale dimensione percettiva e il normale coinvolgimento del pubblico, esaltandone gli aspetti più profondi e/o ludici.

## La storia
Dissonanze è nato nel 2000 come uno show-case, una selezione di artisti internazionali poco conosciuti per un evento a carattere 'indie', indipendente. La prima edizione è stata ideata con l'intento di mettere in luce un ambito musicale ben specifico che in Italia non aveva ancora trovato il giusto spazio: quello della musica elettronica tedesca. Le successive hanno avuto un carattere più internazionale, seppure altrettanto indipendente. Nel corso degli anni è stato privilegiato in modo sempre più incisivo l'aspetto curatoriale e si è cercato di sviluppare una sempre maggiore commistione tra suono, immagine e architettura degli spazi che ospitano il festival. Obiettivo definitivamente raggiunto nel 2005, quando Dissonanze ha conquistato, come cornice ideale del suo progetto artistico, le geometrie marmoree del Palazzo dei Congressi di Roma. Oggi Dissonanze sperimenta il rapporto tra creatività e nuove tecnologie ricercando corrispondenze inedite tra universi e immaginari diversi.

## Gli spettacoli
Le performance inserite nella programmazione sono state centinaia. Tra i tanti momenti memorabili, si ricordano in particolare il live dei Matmos nel 2001 (band che ha poi partecipato a ben tre edizioni del festival, tornando nel 2003 e nel 2005), il set di Richie Hawtin nel 2003, primo artista di Dissonanze a suonare per 5000 persone (per poi tornare nel 2005), la performance audiovisiva di Ryoji Ikeda e quella di suoni e laser di Edwin van der Heide nel 2005, che hanno appassionato il pubblico più eterogeneo, e il set di chiusura di Sven Väth nel 2006, che ha continuato a far ballare i 10.000 ospiti del festival fino alle prime luci dell'alba. 
La collaborazione curatoriale più prestigiosa è stata proprio quella con l'artista olandese Edwin van der Heide, dopo la prima volta al festival come artista multimediale nel 2005, presente  come curatore di una intera sezione nel 2006, che ha visto alternarsi sul palco, tra gli altri, artisti come Marianne Amacher, Yasunao Tone, Cristian Vogel, Richard Devine, Francisco López, C.M. Von Hausswolff.

## Dissonanze 10
La decima edizione del festival si è tenuta  a Roma dal 21 al 23 maggio 2010 e ha visto Richie Hawtin con il suo progetto di Plastikman Live, Jeff Mills, Gil Scott-Heron, Jamie Lidell, Moritz von Oswald Trio, Joris Voorn, King Midas Sound, Pantha du Prince, Shackleton, Gonjasufi, Neon Indian, Ben Frost, Seth Troxler, The Phenomenal Handclap Band, Edwin van der Heide, Martyn, Tim Sweeney, Nosaj Thing, Marco Passarani, Darkstar, United Visual Artists, Assume Vivid Astro Focus & La Chatte, Ninos du Brasil feat. Nico Vascellari, Quayola, Rub’N’Tug, Mass Prod, Black Fanfare e Nexus.

## Gli artisti dal 2000 al 2009

### Musica
A Critical Mass feat. Ame, Dixon e Henrik Schwarz · Actress · Alog · Alter Ego Ensemble · Andreas Tilliander · Andrew Weatherall · Anton Nikkila · Aoki Takamasa · Apparat · Array Dance Company · AtomTM · Audion Aka Mattew Dear · Bat For Lashes · Battles · Bernhard Günter · Biosphere · Booka Shade · Brasilintime feat. Dj Nuts, Ivan "Mamao" Conti, J.Rocc, Joao "Comanche" Parahyba, Madlib, Tony Allen · Buraja Som Sistema · Byetone · Caribou · Carl Craig · Carl Michael Von Hausswolff · Carsten Nicolai · Cellule D'intervention Metamkine · Charlemagne Palestine · Chris Liebing · Claudio De Tommasi · Claudio Fabrianesi · Cluster feat. Dieter Moebius & Roedelius · Cobblestone Jazz · Costa vs. AD Bourke · Crackhaus · Cristian Vogel · Crossover · Cyclo Aka Carsten Nicolai & Ryoji Ikeda · Cyprien Gaillard · Daedelus · Daniel Menche · Daniel Meteo · Darren Price · Darryl Moore · Dat Politics · Dave Clarke · Deadbeat · Defrag Sound Processing · Die Schachtel · Digitalism · Dimbiman · Dj Red · Dj Stile · Eclat · Effekt · Egg · Ellen Allien · Erol Alkan · Errorsmith · Fennesz · Flying Lotus feat. Samiyam · Fm3 · Francisco López · François Kevorkian · Franz & Shape · Funkstorüng · Fujiya & Miyagi · Gabriel Ananda · Giancarlino · Giardini di Mirò · Goodiepal aka Kristian Vester · Headman · Isolèe · Italo & Cosmic Disco feat. Alexander Robotnick, Daniele Baldelli, Francisco, Rodion · Jake Mandell · James Holden · Jamie Lidell · Jens Brand · Jolly Music · Joris Voorn · Karl Bartos · Karlheinz Stockhausen · Keith Fullerton Witham · Kenny Larkin · Kid 606 · Kim Hiortoy · Koze · KTL feat. Pita & Stephen O'Malley · Laurent Garnier · Lazyfish · Lesser · LIA (Tinylittelelements) · Lindstrom · Loco Dice · Lory D · Luciano · Luca Trevisani · Lucky Dragons · Luke Slater · Luomo · M16 · Magda · Marco Passarani · Martusciello · Maryanne Amacher · Massimo · Matmos · Mathew Jonson · Matthew Herbert aka Radioboy · Max Durante · Metaxu · Micachu & The Shapes · Mikael Stavostrand · Minilogue · Miss Kittin · Miz Kiara · Model 500 feat. Juan Atkins, Mad Mike Banks, Mark Taylor, Milton Baldwin · Modified Toy Orchestra · Moderat · Mokadelic · Mono 2 Atoma · Monolake · Motor · Mouse On Mars · Munk · Murcof feat. xx+xy visuals · Mylicon/En · Nathan Fake · Nico Vascellari vs John Wiese & Stephen O'Malley · No Age · Olivia Block · Opiate · Otolab · Oval · Oxtongue · Para One · Pe Lang & Zimoun · People Like Us · Perform · Peter Christopherson · Pigna People · Pinch · Plaid · Planningtorock · Pluramon · Pole · Prefuse 73 · Qubit · Radio Dd Live Show! · Radioactive Man · Radioclit feat. Afrikan Boy & Mo Laudi · Raffaele Costantino · Retina.It · Ricardo Villalobos · Richard Devine · Richie Hawtin · Robert Lippok · Ryoji Ikeda · Salem · Scott Arford · Sèbastien Lèger · Signal · Skot · Sleeparchive · Spartacus Chetwynd · Speedy J · Spektrum · Super Collider · Susan Philipsz · Sven Väth · Swayzak · Switch · T.Rauschmiere · Terrae · The Books · The Bug · The Gaslamp Killer vs. Daddy Kev · Telepathe · The Herbaliser · The Mole · The Wire sound system · Thomas Brinkmann · Thomas Köner · Thorsten Fleisch · Tiga · Timo Maas · To Rococo Rot · Tony Rohr · Underworld · Unkle · Vladislav Delay •Wang Inc. · Xcoast · Xplosiva · Yacht · Yasunao Tone · Zbignew Karkowski · Zu vs Scarful

### Multimedia
Addictive Tv · Argos Arts · Atsuko Nojiria · Bas Van Koolijk · Blasphemy · Bruce McClure · Cane Capovolto · Cecilia Lundqvist · Christian Toonk · DDG Crew · Dimitry Gelfand · Edwin van der Heide · Enzo Cosimi · Evelina Domnitch · Fork Unstable Media · Alessandro Gianvenuti · Granular Synthesis · Hc Gilje · Henrik Friberg · Henry Paul Selder · Inside-Us-All · Jeffers Egan · Jesper Frabicius · Jesper Just · Karl Kliem · Katarina Løfström · Liisa Lounila · Lilibeth Cuenca Rasmussen · Martin Malm · Meta · Michael J. Schumacher · Montevideo/Time Based Arts · Moppi Productions · Otolab · Philipp Geist · Pink Twins · Pixel Addicts · Purform · Reline · Ryoji Ikeda · Ryoichi Kurokawa · Samuli Alpuranen · Sara Ludén · Sauls · Semiconductor · Silicom Visuals · Skoltz Kolgen · Stefano Iraci · Stephen Vitiello · Steve Roden · Sun Wu-Kung · Sven Pahlsson · Tez · The Light Surgeons · Tinylittleelements - Tu M' · United Visual Artists · Ursula Scherrer · Vesa Puhakka · Warp Visuals · Yann Beauvais